# Grote Prijs Raf Jonckheere 1988
De 38e editie van de Belgische wielerwedstrijd Grote Prijs Raf Jonckheere werd verreden op 25 juli 1988. De start en finish vonden plaats in Westrozebeke. De winnaar was Jean-Marc Vandenberghe, gevolgd door Yvan Lamote en Filip Van Vooren.

## Uitslag
| Grote Prijs Raf Jonckheere 1988 |                        |                            |      |
| Plaats                          | Naam                   | Ploeg                      | Tijd |
| Winnaar                         | Jean-Marc Vandenberghe | Isoglass-EVS-Robland-Galli |      |
| 2                               | Yvan Lamote            | Hitachi-Marc               |      |
| 3                               | Filip Van Vooren       | ADR-Mini-Flat-Enerday      |      |

1951 · 1952 · 1953 · 1954 · 1955 · 1956 · 1957 · 1958 · 1959 · 1960 · 1961 · 1962 · 1963 · 1964 · 1965 · 1966 · 1967 · 1968 · 1969 · 1970 · 1971 · 1972 · 1973 · 1974 · 1975 · 1976 · 1977 · 1978 · 1979 · 1980 · 1981 · 1982 · 1983 · 1984 · 1985 · 1986 · 1987 · 1988 · 1989 · 1990 · 1991 · 1992 · 1993 · 1994 · 1995 · 1996 · 1997 · 1998 · 1999 · 2000 · 2001 · 2002 · 2003 · 2004 · 2005 · 2006 · 2007 · 2008 · 2009 · 2010 · 2011 · 2012 · 2013 · 2014 · 2015 · 2016 · 2017 · 2018 · 2019 · 2020 · 2021 · 2022